# 버펄로 바이슨스
버펄로 바이슨스(Buffalo Bisons)는 미국 뉴욕주 버펄로를 연고지로 하는 마이너 리그 베이스볼 팀이다. 현재는 인터내셔널 리그에 소속되어 있으며, 토론토 블루제이스의 트리플 A 팜 팀이다. 세일런 필드를 홈구장으로 사용하고 있다.